# Bundesgartenschau 1951

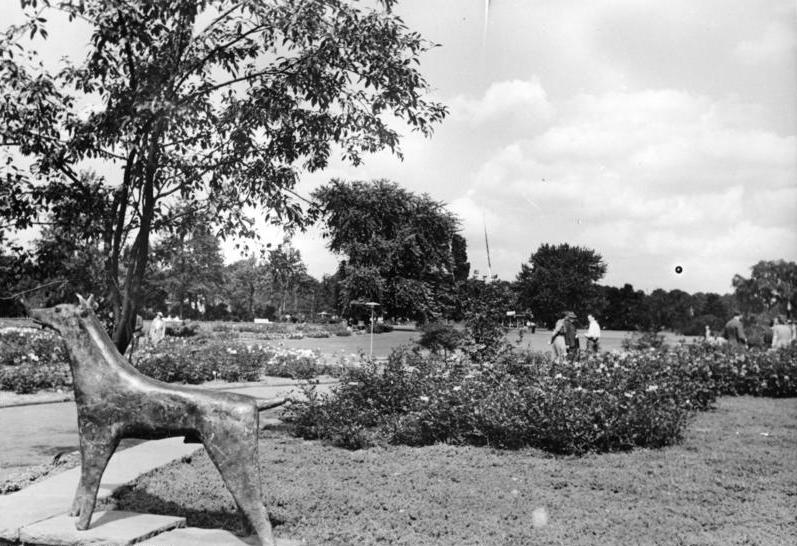
Skulptur im Stadtpark Hannover

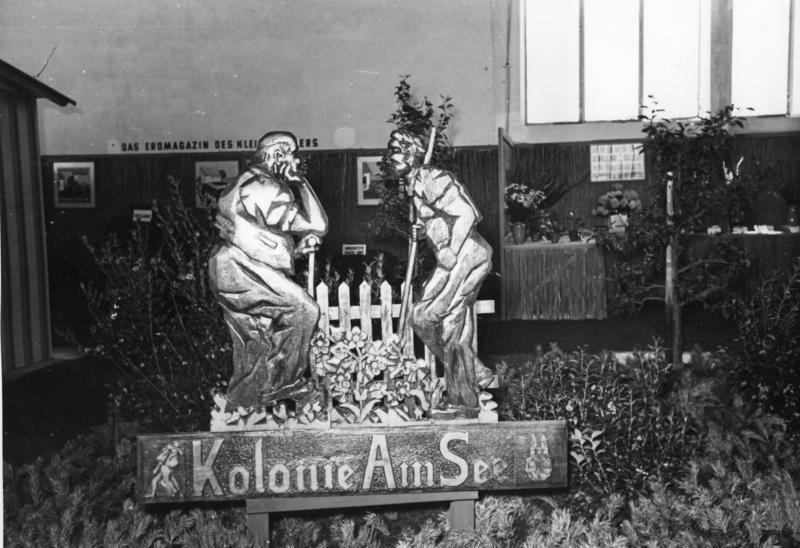
Ausstellungsbereich der Kleingartenkolonie „Am See“

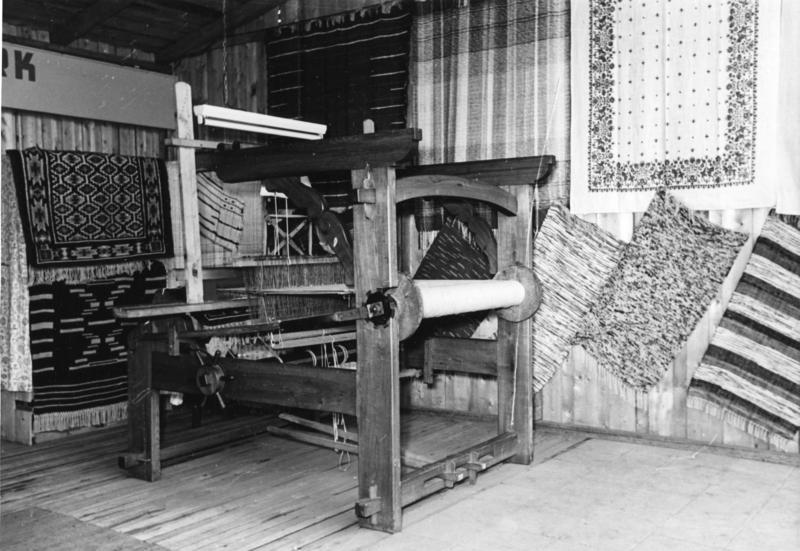
Ausstellung eines Webstuhls

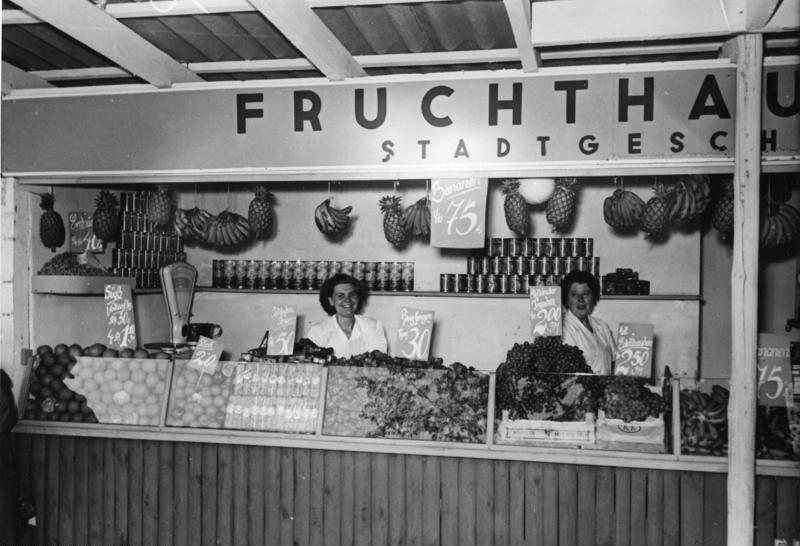
Stand des Fruchthauses aus der Limmerstraße

Die Bundesgartenschau 1951 in Hannover (auch: BUGA Hannover 1951) war nach dem Zweiten Weltkrieg die dritte Ausstellung ihrer Art zum Gartenbau in Westdeutschland und als erste Bundesgartenschau Nachfolgerin der Reichsgartenschauen.

## Vorgeschichte
Der während der Luftangriffe auf Hannover von rund 100 Bombentrichtern zerstörte Stadthallengarten (heute: Stadtpark) wurde in 2½ Jahren Planungs- und Bauzeit für die „Leistungsschau des gesamten Gartenbaus und der Landespflege“ umgestaltet. Den 1. Preis für den Gartengestaltungs-Entwurf gewann Peter Hübotter. Die Fläche, die zur Verfügung stand betrug 21 ha.

## Die Gartenschau
Eröffnet wurde die erste Bundesgartenschau am 28. April 1951 durch Bundespräsident Theodor Heuss und seine Frau Elly Heuss-Knapp, die auch die Schirmherrschaft übernommen hatte. Sie dauerte 187 Tage. Rund 1,6 Millionen Menschen besuchten die Veranstaltung, zu der der Blumenkorso durch Hannovers Innenstadt gehörte.
Neben den Präsentationen im Freien wurden auch Exponate verschiedener Gruppen ausgestellt.